# Takeshi Katō
Takeshi Katō (n. 25 septembrie 1942, Ōdaka⁠(d), Prefectura Aichi, Japonia – d. 24 iulie 1982) a fost un gimnast artistic ce a reprezentat Japonia, medaliat olimpic. A participat la o ediție a Jocurilor Olimpice (1968) în care a câștigat o medalie de aur și o medalie de bronz.

## Participări
Lista de mai jos prezintă principalele competiții la care a participat Takeshi Katō de-a lungul carierei.
- gymnastics at the 1968 Summer Olympics – men's floor[*]